# Henry Boyd

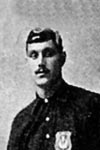
Henry Boyd

Henry Boyd (* 29. April 1869 in Morningside; † 14. September 1913 in Shotts) war ein schottischer Fußballspieler.

## Sportlicher Werdegang
Boyd begann seine Erwachsenenkarriere beim schottischen Klub Vale of Clyde FC. 1890 wechselte er nach England, wo er für Sunderland Albion FC in der Football Alliance antrat. Nach einem Fußbruch Anfang 1891 in einem Spiel gegen Nottingham Forest kam er nicht mehr für den Klub zum Einsatz und lebte zeitweise in den Vereinigten Staaten, ehe er auf Empfehlung von Pat Gallocher sich nach der Rückkehr nach England 1892 bei dessen Ex-Klub FC Burnley meldete und vom Klub verpflichtet wurde. Ende Oktober des Jahres wird er vom Klub nach vier Ligaspielen zu West Bromwich Albion transferiert. Auch dort konnte er sich nicht durchsetzen, nach einer Schlägerei saß er zudem zeitweise im Gefängnis.
1893 kehrte Boyd nach Scottland zurück, wo er für Third Lanark spielte. Dort avancierte er zum Auswahlspieler der Scottish Football League und machte damit wieder in England auf sich aufmerksam, im Sommer 1894 nimmt der Zweitdivisionär Woolwich Arsenal ihn unter Vertrag. In seinen ersten sechs Spielen erzielte er neun Tore, anschließend musste er jedoch nach einer Knöchelverletzung pausieren. Während der Verletzungspause verließ er unerlaubterweise London, der Klub begnadigte ihn jedoch im Januar 1895 und in der Spielzeit 1895/96 war er mit 13 Saisontoren in 22 Meisterschaftsspielen vereinsintern bester Torschütze. Zwischenzeitlich zum Mannschaftskapitän aufgestiegen schlug er erneut über die Stränge und wurde vom Klub im Winter 1896 auf die Transferliste gesetzt.
Im Januar 1897 wechselte Boyd zum Ligakonkurrenten Newton Heath. In der Spielzeit 1897/98 erzielte er 23 Saisontore für den Klub und krönte sich damit zum Zweitligatorschützenkönig. Zu Beginn der folgenden Spielzeit fehlte er im Training und wurde suspendiert. Zwischenzeitlich wieder für den Klub auf dem Spielfeld mit fünf Treffern in zwölf Saisonspielen erfolgreich, erfolgte im März 1899 erneut eine Suspendierung. Im August des Jahres kehrte er nach Schottland zurück, wo ihn der FC Falkirk unter Vertrag nahm. Es finden sich jedoch keine Spieleinsätze für ihn in der Statistik.
Eine Woche nach dem Wechsel zum FC Falkirk wurde Boyd wegen häuslicher Gewalt gegen seine Ehefrau zu einer Geldstrafe verurteilt. Diese starb drei Jahre später an einer Peritonitis, 1906 heiratete der mittlerweile als Minenarbeiter registrierte Ex-Profispieler erneut. Im September 1913 starb er vermutlich in Folge einer Syphiliserkrankung.